# Jelena Jurajewa
Jelena Jurajewa (kasachisch Елена Юраева; * 31. Oktober 1977 in Alma-Ata; † 8. November 2013) war eine kasachische Jazzpianistin.

## Leben und Karriere
Jurajewa gewann mehrere Wettbewerbe und begann 1992 ein Klavierstudium am Tschaikowsky-Kolleg ihrer Geburtsstadt, das sie mit einem Diplom als Klavierlehrerin, Korrepetitorin und Solistin abschloss. 1998 siedelte sie nach Frankfurt am Main über, wo sie an der dortigen Musikhochschule Instrumental- und Gesangspädagogik studierte. Im Rahmen des Aufbaustudiengangs Jazz und Popularmusik beschäftigte sie sich zunehmend mit dem Jazz. Seit 2003 unterrichtete sie an der Musikschule Oberursel. Sie hat zwei Solo-Alben veröffentlicht, Over the Rainbow und Kaleidoscope. Seit 2006 gehörte sie auch zu Lindy Huppertsbergs Trio Witchcraft (mit Angela Frontera), mit dem sie mehrfach tourte und auf dem Album 3|3|3 zu hören ist. Sie trat auch im Duo mit der Vibraphonistin Izabella Effenberg auf.
2007 erhielt Jurayeva das Jazz-Arbeitsstipendium der Stadt Frankfurt. Am 8. November 2013 starb Jelena Jurajewa im Alter von 36 Jahren.